# 옐레나 이신바예바
옐레나 가지예브나 이신바예바(러시아어: Еле́на Гаджи́евна Исинба́ева, 러시아어 발음: [jɪˈlʲɛnə gɐˈdʐɨjɪvnə ɪsʲɪnˈbajɪvə], 1982년 6월 3일~)는 러시아의 전직 여자 육상 선수로 주 종목은 장대높이뛰기이다. 하계 올림픽 장대높이뛰기 종목에서 2번(2004년, 2008년), 세계 육상 선수권 대회에서 5번 우승했으며 현 세계 기록 보유자이다.
이신바예바는 2005년 장대높이뛰기 종목에서 여자 선수로는 처음으로 5m 벽을 넘어섰다. 현재 그는 이 종목 실내와 실외 모두 세계 기록을 보유하고 있다. 실외 기록은 2009년 8월 스위스 취리히에서 세운 5m 06이고, 실내 기록은 2012년 2월에 세운 5m 01이다. 후자의 기록은 그의 28번째 세계 신기록이다. 2016년 8월 19일에 유승민과 함께 국제 올림픽 위원회(IOC) 선수위원으로 당선되었다.

## 어린 시절
이신바예바는 볼고그라드에서 타바사란인 아버지와 러시아인 어머니 사이에서 태어났다. 어린 시절에는 체조 선수를 꿈꿨으나, 키가 갑자기 많이 크는 바람에 장대를 잡게 되었다.

## 첫 세계 신기록
2003년 영국에서 열린 대회에서 4m 82를 넘어 첫 세계 신기록을 세웠다. 2004년 올림픽에서 4.91m로 세계 신기록을 세우며 금메달을 땄으며, 2005년 6월 22일에는 여자 장대높이뛰기에서 5m 벽을 돌파했다. 2004년과 2005년 두 차례에 걸쳐 국제육상연맹 선정 올해의 선수로 뽑혔다.

## 세계 기록
('강조체'는 현재 세계 기록임)
| 구분 | 기록   | 장소                 | 날짜        | 이전 기록                                     |
| ---- | ------ | -------------------- | ----------- | --------------------------------------------- |
| 실외 | 4.82 m | 영국 게이츠헤드      | 2003, 7, 14 | 4.81 m (2001), 스테이시 드라길라 (미국)       |
|      | 4.83 m | 우크라이나 도네츠크  | 2004, 3, 6  |                                               |
|      | 4.86 m | 헝가리 부다페스트    | 2004, 2, 15 | 4.85 m (2004), 스베틀라나 페오파노바 (러시아) |
|      | 4.87 m | 영국 게이츠헤드      | 2004, 6, 27 |                                               |
|      | 4.89 m | 영국, 버밍엄         | 2004, 6, 25 |                                               |
|      | 4.90 m | 영국, 런던           | 2004, 7, 30 |                                               |
|      | 4.91 m | 그리스, 아테네       | 2004, 8, 24 |                                               |
|      | 4.92 m | 벨기에, 브뤼셀       | 2004, 9, 3  |                                               |
|      | 4.93 m | 스위스, 로잔         | 2005, 7, 5  |                                               |
|      | 4.95 m | 에스파냐, 마드리드   | 2005, 7, 16 |                                               |
|      | 4.96 m | 영국, 런던           | 2005, 7, 22 |                                               |
|      | 5.00 m | 영국, 런던           | 2005, 7, 22 |                                               |
|      | 5.01 m | 핀란드, 헬싱키       | 2005, 8, 12 |                                               |
|      | 5.03 m | 이탈리아, 로마       | 2008, 7, 11 |                                               |
|      | 5.04 m | 모나코               | 2008, 7, 29 |                                               |
|      | 5.05 m | 중국, 베이징         | 2008, 8, 18 |                                               |
|      | 5.06 m | 스위스, 취리히       | 2009, 8, 28 |                                               |
| 실내 | 4.83 m | 우크라이나, 도네츠크 | 2004, 2, 15 |                                               |
|      | 4.85 m | 그리스, 아테네       | 2004, 2, 20 |                                               |
|      | 4.86 m | 헝가리, 부다페스트   | 2004, 3, 6  |                                               |
|      | 4.87 m | 우크라이나, 도네츠크 | 2005, 2, 12 |                                               |
|      | 4.88 m | 영국, 버밍엄         | 2005, 2, 18 |                                               |
|      | 4.89 m | 프랑스, 리벵         | 2005, 2, 26 |                                               |
|      | 4.90 m | 에스파냐, 마드리드   | 2005, 3, 6  |                                               |
|      | 4.91 m | 우크라이나, 도네츠크 | 2006, 2, 12 |                                               |
|      | 4.94 m | 우크라이나, 도네츠크 | 2007, 2, 10 |                                               |

## 수상
- 볼고그라드 명예시민

### 수훈
- 명예훈장(2006년 2월 18일)
- 조국공헌훈장 4등급(2009년 8월 2일)
- 조국공헌메달 2등급(2012년 8월 13일)
- 알파르흐 훈장 2등급(2015년)
- 전러시아 인구 조사 공로 메달(2012년 8월 13일)
- 러시아 체육 및 스포츠 연맹 국가위원회 80주년 기념 메달(2003년)
- 군사 협력 강화 메달(2013년 12월 16일)
- 니콜라이 오제로프 메달(2012년)
- 러시아 철도청 용기메달(2004년 5월 18일)
- 명예 러시아 체육 명장(2004년)
- 아스투리아스 여공상(2009년 10월)

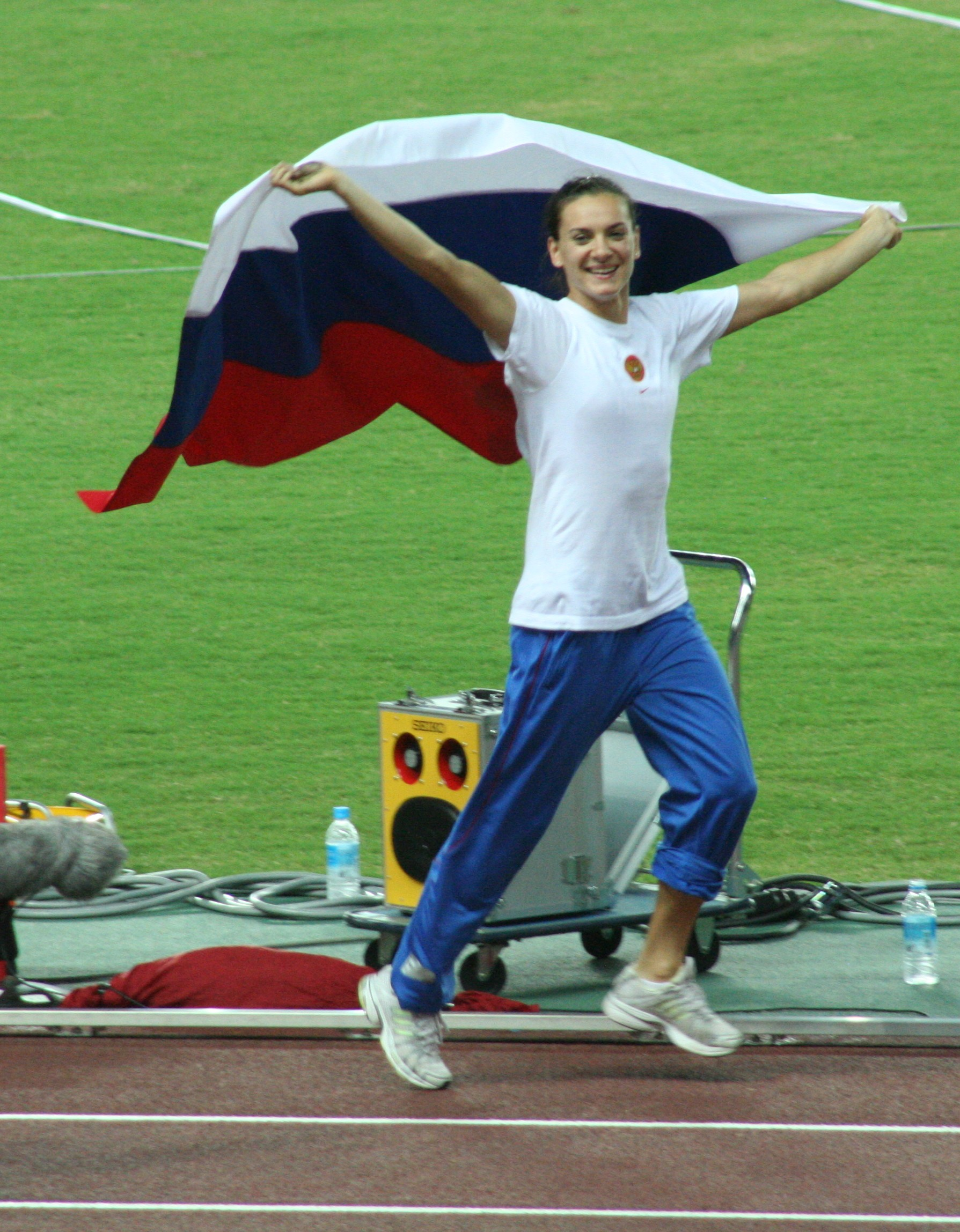
2007년 세계 육상 선수권 대회 당시의 이신바예바

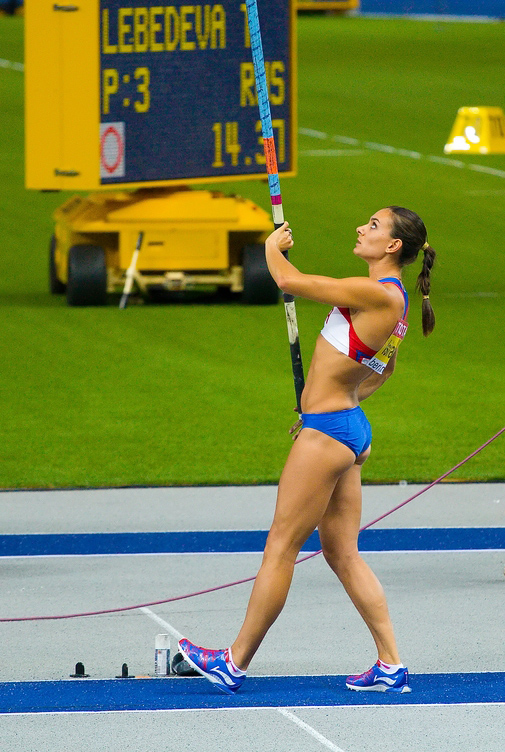
2009년 세계 육상 선수권 대회 당시의 이신바예바

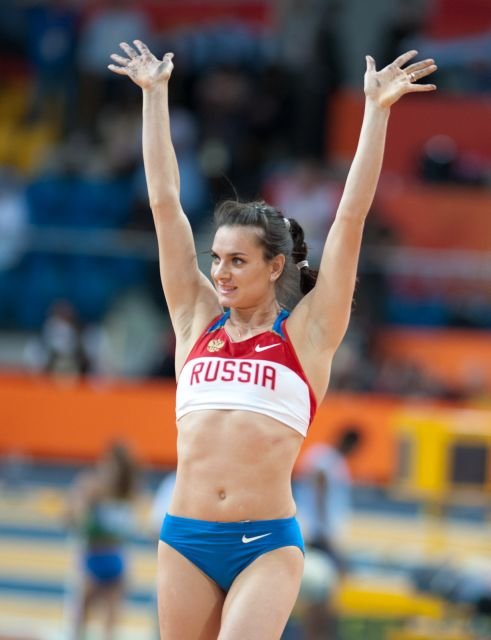
2010년 세계 실내 육상 선수권 대회 당시의 이신바예바

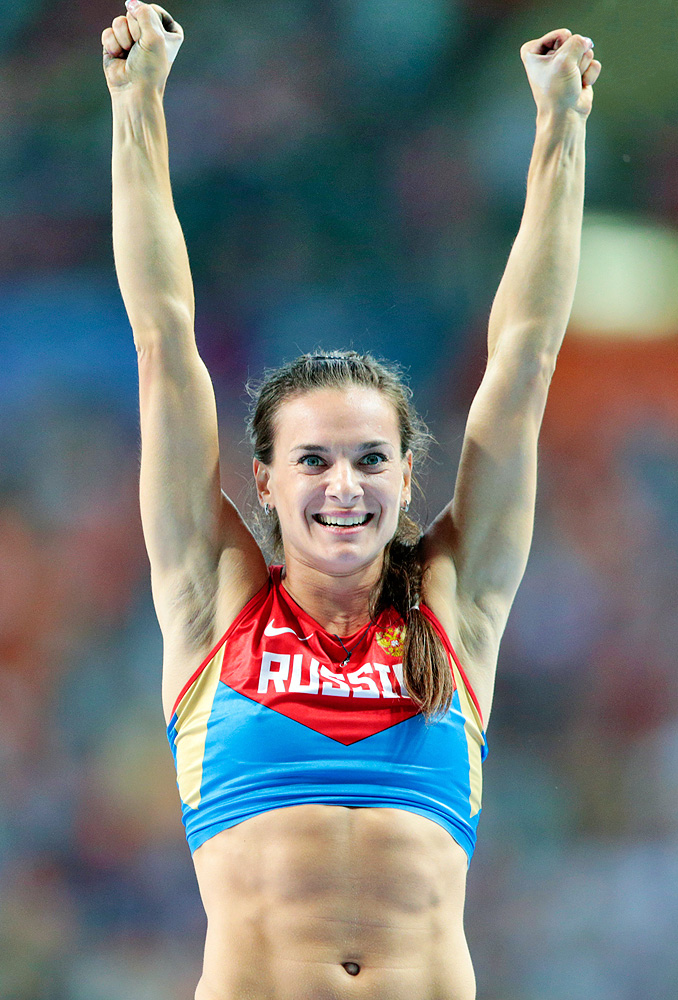
2013년 세계 육상 선수권 대회 당시의 이신바예바

## 같이 보기
- 육상 세계 기록